# Мини-лошадь
Миниатюрные лошади — породы лошадей, отличающиеся низким ростом (до 86 сантиметров в холке) и сложением, характерным для верховых пород лошадей. 
В отличие от пони, которые также отличаются низкорослостью, мини-лошади имеют пропорциональную корпусу длину конечностей и свойственный верховым лошадям формат. Благодаря небольшим габаритам, добронравию и привлекательному экстерьеру, миниатюрные лошади получили широкое распространение и разводятся сейчас во многих странах мира. На сегодняшний день существует несколько пород мини-лошадей, наиболее известными из которых являются: фалабелла, американская миниатюрная и мини-аппалуза. В России впервые миниатюрные лошади были зарегистрированы Всероссийским научно-исследовательским институтом коневодства (ВНИИ коневодства) в 2004 году. Разведением миниатюрных лошадей в России занимаются частные хозяйства, в которых представлены почти все породы мини-лошадей.

## Фалабелла
Миниатюрные лошади фалабелла были выведены в Аргентине на ранчо Рекрео де Рока в окрестностях Буэнос-Айреса семьей Фалабелла около ста лет назад. Существует легенда, что начало породе дал миниатюрный жеребец, происхождение которого остаётся загадкой, пойманный у водопоя. Лошади породы фалабелла несут в себе доминантный ген, который приводит к уменьшению размеров потомства, полученного от их скрещивания с большими лошадьми.
Фалабелла обладают сложением верховой лошади: они имеют стройные ноги, изящную лёгкую голову и шею, маленькие копыта. Высота в холке — 50—75 см, вес около 50—60 кг (встречаются экземпляры ниже 40 см и весом менее 30 кг). В породе присутствуют все масти.
Порода получила распространение по всему миру в качестве декоративных животных. Благодаря спокойному добродушному нраву и понятливости эти лошадки являются идеальными партнёрами по играм для детей. Они катают верхом детей до 3—5 лет, а упряжка с парой лошадок с лёгкостью возит взрослого человека.

## Американская миниатюрная порода лошадей
Представители данной породы являются потомками миниатюрных лошадей, вывезенных в Америку из Европы, шетлендских пони и аргентинских лошадок породы фалабелла.
В 1978 г. была учреждена Ассоциация заводчиков американских миниатюрных лошадей (American Miniature horse Association). Стандартом породы предусмотрена регистрация лошадей высотой в холке не выше 34 дюймов, то есть 86 см.
Американские миниатюрные лошади отличаются правильным сложением, характерным для верховых пород лошадей: лёгкая широколобая голова со слегка вогнутым профилем и большими выразительными глазами, длинная шея, косая лопатка, хорошо обмускуленное туловище, стройные, с правильным поставом ноги. В породе встречаются почти все возможные масти.

Отбор американских миниатюрных лошадей изначально учитывал три качества животных: элегантный экстерьер, мелкий рост и добронравность. Эта порода лошадей имеет особую популярность в различных шоу, для них устраивают специальные ринги-выводки, на которых выявляются чемпионы породы. Они используются в качестве поводырей для слабовидящих людей и как любимые домашние питомцы.
Американские миниатюрные лошади считаются самыми мелкими на земле: в 1975 г. жеребец Little Pumpkin американской миниатюрной породы был занесён в книгу рекордов Гиннеса как самая маленькая лошадь в мире: его рост составил 35,5 см, а вес — 9 кг.

## Мини-аппалуза
Выведена на основе лошадей породы аппалуза путём селекции, направленной на уменьшение роста.
Лошади аппалуза созданы в результате народной селекции североамериканского индейского племени не-персе в районе реки Палоуз. Впоследствии на основе уцелевших лошадей индейцев специфической чубарой масти была создана ныне существующая порода — аппалуза.
Отличительными особенностями пород мини-аппалуза и аппалуза является:
- Крапчатая кожа；
- Полосатые копыта；
- Тёмная радужка, чётко ограниченная от белков глаз；
- Рост миниатюрной аппалуза составляет 86±15 см. Масть допустима любая, с расположенными на ней узорами (чубарая)；
- Экстерьер мини-аппалуза, типичный для верховой лошади: голова небольшая и лёгкая, шея гибкая, корпус хорошо обмускулен, конечности с правильным поставом, копыта крепкие，небольшие；
- Данная порода весьма популярна в Америке, Германии, Голландии; в России порода является экзотичной и представлена отдельными завозными экземплярами.

## Миниатюрные шетлендские пони
Порода получена при помощи селекции обыкновенных шетлендских пони, направленной на уменьшение роста и улучшение характера животных. Изначально мелкие пони применялись в качестве тягловой силы в угольных шахтах в Англии.
В настоящее время порода с успехом используется для обучения детей верховой езде, начиная с трёх лет, в шоу-выводках и для реабилитации детей-инвалидов.
Мини-пони имеют сложение, характерное для обычных пони: укороченные крепкие ноги, растянутый глубокий корпус.
Стандарты породы, согласно правилам английского Общества племенной книги миниатюрных шетлендских пони таковы: рост — до 86 см; масть — все, кроме чубарой; голова — маленькая, пропорциональная, хорошо приставленная; уши — маленькие, стоячие, широко расставленные; лоб — широкий; глаза — большие, тёмные; ноздри — широкие; шея — прямая, среднего постава; плечо — поставлено достаточно косо; корпус — хорошо обмускуленный, с широкой и глубокой грудной клеткой, округлыми рёбрами; передние ноги — правильно поставленные, с короткой пястью; задние ноги — правильно поставленные, скакательный сустав хорошо развит; копыта средние, прочные, округлые, не слишком короткие и узкие.
Миниатюрные пони отличаются долголетием, высокой плодовитостью, выносливостью и крепостью конституции. Содержание, уход и кормление мини-пони аналогичны таковым обычного пони, но с поправкой на меньший живой вес и размер миниатюрного пони.

## Содержание мини-лошади
Содержание мини-лошадей и уход за ними ничем не отличаются от таковых у больших лошадей и пони, с одной лишь поправкой — на размер малютки. Так, в обыкновенный денник размером 3×4 м обычно вмещается 2—3 миниатюрных лошадки, в зависимости от их калибра. Кстати, содержание лошадок в небольших группах в денниках даже лучше, чем одиночное — мини-лошади имеют спокойный нрав и прекрасно уживаются друг с другом, нередко даже взрослые жеребцы спокойно пасутся рядом и не вступают в конфликты между собой.
Как и большие лошади, мини-лошадки нуждаются в ежедневной чистке, систематическом купании, расчистке копыт. Необходимо регулярно проводить вакцинацию и дегельминтизацию лошадок, но при этом нельзя забывать, что, во избежание передозировки, все задаются мини-лошадкам, исходя из их живой массы.
Миниатюрные лошадки могут с успехом содержаться даже в доме, вместо собаки — для этих целей на западе разработали специальные подгузники (Pampers Active Pony) для лошадей и ботинки (чтобы копытца не цокали), однако не следует забывать, что миниатюрные лошадки особо нуждаются в прогулках и движении.
Несмотря на свою кажущуюся нежность, мини-лошадки совсем не неженки. При наличии укрытий и небольшой подкормки сеном и концентратами, мини-лошадки прекрасно чувствуют себя круглый год на пастбище. Они легко переносят зимние холода: к зиме у мини-лошадок отрастает густая шерсть. Однако, как и больших лошадей, малюток необходимо беречь от сквозняков.

## Кормление мини-лошади
Рацион мини-лошади должен быть разнообразен. По питательности концентрированные корма должны составлять до 20 %, остальная часть рациона — грубые корма. Грубые корма (сено, трава, травяная мука) могут составлять практически весь рацион мини-лошади и задаваться вволю, в то время как концентраты (зерно, каши, мюсли и т. д.) необходимо давать с осторожностью, в небольших количествах, так как при недостаточной физической нагрузке мини-лошадки быстро жиреют, приобретая с ожирением ряд болезней, связанных с обменом веществ.
Норма дачи концентратов должна согласовываться с весовой категорией мини и с объёмом выполняемой ею работы: так, лошадка, регулярно работающая под верхом или в запряжке, должна получать дополнительную порцию концентратов, в то время как не работающая лошадь может получать концентраты только в качестве лакомства. Яблоки и корнеплоды обычно даются в качестве лакомства и в зимний период.
Миниатюрные лошадки прекрасно пасутся на пастбище в течение всего пастбищного сезона с минимальной подкормкой. Но и при пастбищном сезоне и при стойловом нельзя забывать о минеральных и витаминных добавках, так как они особо чувствительны к нехватке питательных и минеральных веществ в кормах.

## Использование мини-лошади
Все породы миниатюрных лошадок главным образом используются в качестве декоративных животных. Благодаря привлекательному экстерьеру, разнообразным мастям и необычайно мелкому росту, мини-лошадки — желанные участники различных шоу и выводок. Ввиду мелкого калибра мини не занимает много места и её возможно содержать в домашних условиях в качестве любимого питомца.
Мини-лошадки — прирождённые прыгуны и скакуны. Их прыгучесть и быстрый бег давно заметили люди и, возможно, в скором времени будут организовываться серьёзные соревнования по преодолению препятствий и скачки для малюток, несущих на себе миниатюрных механических жокеев. Мини-лошади прекрасно поддаются дрессировке — их легко научить различным трюкам, а в цирке эффектно выглядят номера с участием больших лошадей и мини-лошадок.
Из-за покладистого нрава, терпеливости и понятливости, миниатюрные лошадки стали прекрасными партнерами по играм для детей. На мини-лошадках можно катать детей начиная с 6—8 месяцев, а с 3—4 лет детишки под руководством опытного тренера могут начинать осваивать азы верховой езды. По достижении 6—7 лет (веса 30—35 кг) дети вполне могут пересесть с мини на пони, уже имея при себе опыт управления лошадью.
Миниатюрные лошади достаточно выносливы и способны в запряжке возить даже взрослого человека.
Незаменимы мини-лошади в работе с детьми-инвалидами: маленькие дети не видят угрозы для себя в маленьких добродушных созданиях и с удовольствием идут с ними на контакт, кормят их, причёсывают, ездят верхом. При помощи мини-лошадок лечат детей с ДЦП, аутизмом, неврозами и другими серьёзными заболеваниями.
Мини-лошади давно с успехом заменяют собак-поводырей. Они быстро запоминают необходимый маршрут и, благодаря спокойному уравновешенному характеру, меньше, чем собаки, реагируют на внешние раздражители.